# Li Zhaoxing
Li Zhaoxing , idioma chino: 李肇星, Pinyin: Lǐ Zhàoxīng, (* Shandong, 1940 - ) es un político y diplomático chino y desde 2003 hasta el 2007 ocupó el cargo de Ministro de Asuntos Exteriores de China Popular.

## Biografía
Li Zhaoxing  nació en Jiaonan, Qingdao, Provincia de Shandong, el 20 de octubre de 1940. Está casado y tiene 1 hijo.
Trabajó como diplomático en África antes de ser Asistente del Ministro de Asuntos Exteriores en 1990 y Viceministro de Asuntos Exteriores en 1995, fue Embajador en los Estados Unidos en 1998, y asumió el cargo de Ministro de Asuntos Exteriores en el 2003. 
Fue nominado como uno de los Global Elders. Actualmente es catedrático de la Universidad de Pekín.